# 캘빈 회로
캘빈 회로(영어: Calvin cycle)는 광합성에서 이산화탄소와 다른 화합물을 글루코스로 전환시키는 일련의 생화학적 산화·환원 반응들로 이루어진 회로를 의미한다. 광비의존적 반응(光非依存的 反應, 영어: light-independent reaction), 암반응(暗反應, 영어: dark reaction)이라고도 한다. 이 반응 회로는 틸라코이드 막 외부 엽록체의 영역인 스트로마에서 일어난다. 물과 이산화탄소와 명반응의 생성물(ATP와 NADPH)을 재료로  탄소고정, 산화환원, RuBP 생산의 세 단계를 거쳐 글루코스를 만들어낸다. 각 과정을 해석하는 관점에 따라 생합성 단계(biosynthetic phase), 광합성 탄소감소 회로(photosynthetic carbon reduction (PCR) cycle)로 지칭되기도 한다.
암반응이란 이름에도 불구하고 빛이 있을 때 일어나는 명반응의 산물(환원된 NADP)을 필요로 하기 때문에 식물은 밤 동안에는 캘빈회로를 진행하지 않는다. 어두울 땐 비축해 뒀던 녹말로 수크로스를 만들어 체관부에 분비해 식물에 에너지를 제공한다. 그러므로 광합성의 종류(C3 탄소고정, C4 탄소고정, CAM 식물)와는 상관없이 빛이 있을 때 암반응이 일어나게 된다. CAM 식물은 밤에 액포에 말산을 저장해 두었다 낮에 방출하여 암반응이 일어나게 한다.
방사성 탄소를 사용하여 미국 캘리포니아 대학교 버클리의 화학자 멜빈 캘빈이 규명하였다.

## 전체 반응
캘빈 회로의 전체반응은 다음과 같다.
3 CO
2 + 6 NADPH + 6 H+ + 9 ATP + 5 H
2O → G3P(글리세르알데하이드 3-인산) + 6 NADP+ + 9 ADP + 8 Pi   (Pi = 인산염)

## 다른 대사 경로와의 결합

캘빈회로 개관

광계 I에서 생산된 NADPH가 제공하는 환원력을 필요로 하는 것처럼 암반응은 틸라코이드 전자 전이와 밀접하게 연결되어 있다. C2 회로로서 알려진 광호흡의 과정은 그것이 루비스코 효소의 대체 반응이며, 최종 부산물이 또 다른 G3P라는 결과로부터 암반응과 연결된다.
광합성은 세포 속에서 두 단계에 걸쳐 일어나는데. 첫번째 단계에서는 명반응이 빛에너지를 흡수하고 그것을 에너지 저장과 ATP와 NADPH 분자를 수송하는데 이용한다. 명반응 캘빈 회로는 금방 사라지는 이산화탄소와 물을 유기체에 의해 사용될 수 있는 유기화합물로 전환시키기 위해 들뜬 전자 운반체로부터의 에너지를 사용한다. 이런 일련의 반응을 탄소고정이라 부른다. 이 회로의 주요 효소는 루비스코 효소라고 불린다. 다음과 같은 생화학적 평형에서, 인과 카르복시산은 pH에 의해 통제됨으로써 다양한 이온화 평형 상태에서 존재하게 된다.
캘빈 회로의 효소들은 글루코스 합성과 같이 다른 경로에서 사용되는 대부분의 효소가 기능적으로 같지만 그들은 이 반응을 분리하는 대신 엽록체 스트로마에서 찾아볼 수 있다. 명반응의 부산물도 또한 빛을 방출한다. 이런 규제 기능은 캘빈 회로가 이산화탄소를 방출하는 것을 막는다. ATP 형태의 에너지는 순생산력이 없는 이런 반응을 수행하기 때문에 낭비될 것이다.
비록 많은 식은 C6H12O6와 같은 광합성의 산물을 나열하지만 이것은 주로 6탄당이 미토콘드리아에서 산화되는 호흡식에 대응하는 편이다. 캘빈회로의 이산화 탄소 부산물들은 3탄당 인산 분자 즉, G3P이다.

## 같이 보기
- 오탄당 인산 경로